# Weisungen für die Kriegführung
Die Weisungen für die Kriegführung waren vom Oberkommando der Wehrmacht während des Zweiten Weltkrieges nach Vorgaben Hitlers herausgegebene Direktiven, in denen strategische Anweisungen für geplante Operationen der deutschen Wehrmacht formuliert wurden. Sie spielen eine wichtige Rolle in der Historiographie des Zweiten Weltkriegs und als Quellen für das Verständnis des strategischen Denkens im deutschen Oberkommando.

## Allgemeines
Weisungen Hitlers an die Reichswehr bzw. Wehrmacht sind seit der NS-Machtübernahme 1933 bekannt. Schon 1938 hatte Hitler auch eine „Weisung Nr. 1“ (zur militärischen Besetzung Österreichs) ausgegeben. Die hier gelisteten Weisungen umfassen nur diejenigen davon, die einen direkten Bezug zu Vorbereitungen oder Kampfhandlungen des Zweiten Weltkriegs aufweisen.
Die Weisungen wurden in der Regel von Offizieren des OKW nach mündlichen Richtlinien Hitlers ausgearbeitet und vom Chef des OKW Wilhelm Keitel, Offizieren des Wehrmachtführungsstabes oder von Hitler selbst gezeichnet. Die Geheimhaltungsstufe war in der Regel: Geheime Kommandosache – Chefsache – Nur durch Offizier.

## Liste der Weisungen
Die nachfolgende Liste orientiert sich größtenteils an Walther Hubatschs Hitlers Weisungen für die Kriegführung 1939–1945 aus dem Jahr 1962. Aufgelistet werden die wichtigsten Direktiven, geordnet nach Weisungsnummer. Bezüge zu im Original unnummerierten Weisungen (Nr. in eckigen Klammern) werden durch das Quellenmaterial hergestellt.
| Nr.   | Untertitel | Datum                | Inhalt/Bemerkungen |
| ----- | --- | -------------------- | --- |
| —     | Weisung zum „Fall Weiß“ | 3. April 1939        | militärische Vorbereitungen für den Angriff auf Polen |
| 1     | — | 31. August 1939      | Festlegung des Angriffstags für den Überfall auf Polen, Vorkehrungen gegen ein Eingreifen der Westmächte Frankreich und Großbritannien |
| 2     | — | 3. September 1939    | Reaktion auf die Kriegserklärungen Frankreichs und Großbritanniens vom selben Tag |
| [2a]  | Zusatz zur Weisung Nr. 2 für die Kriegführung – Einsatz von Marinefliegerverbänden (X-Befehl)                                                             | 6. September 1939    | Mobilmachung ohne öffentliche Verkündung (X-Fall) |
| 3     | — | 9. September 1939    | Vorkehrungen zur Verlegung starker Kräfte in den Westen im Falle eines Zusammenbruchs des polnischen Widerstands |
| 4     | — | 25. September 1939   | Beendigung des Feldzugs gegen Polen; Kampfführung im Westen |
| 5     | — | 30. September 1939   | Anwendung des Deutsch-Sowjetischen Grenz- und Freundschaftsvertrags, Grenzziehung; Kampfführung im Westen |
| 6     | — | 10. Oktober 1939     | Vorbereitungen zum Angriff im Westen; rückdatiert auf den 9. Oktober |
| 7     | — | 18. Oktober 1939     | aktivere Kampfführung im Westen bis zum Beginn der geplanten Offensive |
| 8     | — | 20. November 1939    | detailliertere Formulierung der Vorkehrungen für den Angriff im Westen; Vorkehrungen zu einem möglichen Angriff auf die Benelux-Staaten |
| [8a]  | Ergänzung der Weisung Nr. 8 für die Kriegführung | 11. Dezember 1939    | Sperrtätigkeit deutscher U-Boote gegen die niederländische und belgische Küste |
| 9     | Richtlinien für die Kriegführung gegen die feindliche Wirtschaft                                                                                          | 29. November 1939    | Identifizierung Großbritanniens als Hauptgegner; Anweisungen für Aktionen der Luftwaffe und Kriegsmarine gegen britische Häfen |
| [9a]  | Ergänzung zur Weisung Nr. 9 | 26. Mai 1940         | Prioritäten bei der wirtschaftlichen Kriegführung gegen Großbritannien |
| 10    | — | 19. Januar 1940      | Festlegung des Decknamens („Fall Gelb“) und eines Angriffsplans für den Angriff auf die Benelux-Staaten und Nordfrankreich |
| [10a] | Weisung für »Fall Weserübung« | 1. März 1940         | Überfall auf Dänemark und Norwegen (Unternehmen Weserübung) |
| [10b] | — | 2. April 1940        | Angriffsbefehl und Festlegung des Angriffszeitpunkts für „Weserübung“ (9. April 1940, 05:15 Uhr) |
| 11    | — | 14. Mai 1940         | Anweisungen für den Westfeldzug (Beginn: 10. Mai); Koordinierung der Heeresgruppen im Westen, Festlegung des Schwerpunkts bei der Heeresgruppe A |
| 12    | — | 18. Mai 1940         | (Fernschreiben OKH); Fortführung der Westoffensive |
| 13    | — | 24. Mai 1940         | Fortführung der Westoffensive |
| [13a] | — | 5. Juni 1940         | Fortführung von „Weserübung“; Entsatz für Narvik durch Aktionen über Lyngenfjord/Bardufoss |
| 14    | — | 8. Juni 1940         | Fortführung der Westoffensive |
| 15    | — | 14. Juni 1940        | Fortführung der Westoffensive |
| 16    | Über die Vorbereitungen einer Landungsoperation gegen England                                                                                             | 16. Juli 1940        | Vorbereitung einer Landung in Südengland und Festlegung des Decknamens („Seelöwe“) |
| 17    | Für die Kriegführung des Luft- und Seekrieges gegen England                                                                                               | 1. August 1940       | Verschärfung des Luftkrieges gegen Großbritannien (Luftschlacht um England) |
| 18    | — | 12. November 1940    | Verhältnis zu Frankreich; Aktionen auf der iberischen Halbinsel und gegen Gibraltar („Unternehmen Felix“) sowie die atlantischen Inseln Portugals und Spaniens; Vorbereitungen einer Unterstützung für Italien in Nordafrika und auf dem Balkan; Klärung des Verhältnisses zur Sowjetunion bei Fortführung der mündlich befohlenen Vorbereitungen; Verschiebung von „Seelöwe“ |
| [18a] | — | 27. November 1940    | detailliertere Anweisungen für „Felix“ |
| 19    | Unternehmen »Felix« | 11. Dezember 1940    | Angriffsanweisungen für „Felix“ |
| [19a] | — | 11. Dezember 1940    | Absage von „Felix“ aufgrund fehlender politischer Voraussetzungen |
| [19b] | Unternehmen Attila | 10. Dezember 1940    | Vorkehrungen für die Besetzung der bisher unbesetzten französischen Gebiete |
| 20    | Unternehmen Marita | 13. Dezember 1940    | Vorbereitungen zu einem Feldzug gegen Griechenland von Rumänien aus über Bulgarien |
| 21    | Fall Barbarossa | 18. Dezember 1940    | Vorbereitungen zu einem Feldzug gegen die Sowjetunion |
| [21a] | Richtlinien auf Sondergebieten zur Weisung Nr. 21 (Fall Barbarossa)                                                                                       | 13. März 1941        | Beschränkung des Operationsgebiets des Heeres; Sonderaufgaben für die SS hinter der Front; Vorschriften zur Verwaltung der besetzten Gebiete |
| [21b] | — | 1. Mai 1941          | Anweisungen über Gespräche über die Beteiligung anderer Staaten am Unternehmen Barbarossa (Rumänien, Ungarn, Finnland) |
| 22    | Mithilfe deutscher Kräfte bei den Kämpfen im Mittelmeerraum                                                                                               | 11. Januar 1941      | deutsches Eingreifen in Nordafrika und auf dem Balkan |
| [22a] | — | 14. Januar 1941      | Ergänzung zu Weisung Nr. 22 |
| [22b] | — | 20. Januar 1941      | Festlegung der Decknamen für die Überführung deutscher Truppen nach Tripolitanien („Sonnenblume“) und Albanien („Alpenveilchen“) |
| [22c] | — | 21. Januar 1941      | Zurückstellung von „Alpenveilchen“; Bereithaltung einer Gebirgsdivision für „Felix“ |
| [22d] | — | ?. Februar 1941      | Anweisungen für die Kampfführung der Luftwaffe im Mittelmeer; Vorbereitung des Transports für „Sonnenblume“ |
| [22e] | Verhalten deutscher Truppen auf italienischen Kriegsschauplätzen                                                                                          | ?. Februar 1941      | Klärung der Unterstellungsverhältnisse für „Sonnenblume“ |
| 23    | Richtlinien für die Kriegführung gegen die englische Wehrwirtschaft                                                                                       | 6. Februar 1941      | Vorrang für die Bekämpfung von britischen Häfen und Handelsschiffen; Außerkraftsetzung der Weisungen 9, 9a und 17 |
| 24    | Über Zusammenarbeit mit Japan | 5. März 1941         | Druck auf Japan zur Öffnung einer neuen Front im Pazifikraum (gegen Großbritannien und eine Beteiligung der USA); wirtschaftliche Zusammenarbeit zu diesem Zweck |
| 25    | — | 27. März 1941        | Neubewertung der Lage nach dem Militärputsch in Jugoslawien; Angriffsanweisungen |
| 26    | Zusammenarbeit mit den Verbündeten auf dem Balkan | 3. April 1941        | Beteiligung anderer Staaten am Feldzug auf dem Balkan; Neuziehung der Grenzen; Aufgabenteilung bei der Besatzung |
| [26a] | »Unternehmen Fünfundzwanzig« | 5. April 1941        | Klärung von Detailfragen zum Angriff auf Jugoslawien |
| 27    | — | 13. April 1941       | Fortführung des Balkanfeldzugs |
| 28    | Unternehmen Merkur | 25. April 1941       | Vorbereitung der Landung auf Kreta |
| 29    | — | 17. Mai 1941         | Klärung von Fragen der Besetzung der besiegten Balkanländer |
| 30    | Mittlerer Orient | 23. Mai 1941         | Unterstützung der arabischen Nationalbewegungen im Nahen Osten mit Schwerpunkt Irak (nach dem dortigen Militärputsch); Aufgabenzuteilung für den Sonderstab F; Verstärkung der Propaganda |
| 31    | — | 9. Juni 1941         | Klärung der Befehlsverhältnisse auf dem Balkan und im östlichen Mittelmeer |
| [31a] | — | 16. September 1941   | Niederschlagung der Aufstandsbewegung auf dem Balkan; Beteiligung anderer Länder daran |
| 32    | Vorbereitungen für die Zeit nach Barbarossa | 11. Juni 1941        | Besetzung und Nutzbarmachung des „Ostraums“; Fortsetzung des Krieges gegen Großbritannien |
| [32a] | Dienstanweisung für Sonderstab F | 21. Juni 1941        | direkte Unterstellung des Sonderstabs F unter das OKW |
| [32b] | — | 14. Juli 1941        | personelle und materielle Rüstung nach „Barbarossa“ |
| 33    | Fortführung des Krieges im Osten | 19. Juli 1941        | Zuweisung der nächsten Aufgaben an die Heeresgruppen |
| [33a] | — | 23. Juli 1941        | Ergänzung zu Weisung Nr. 33 |
| 34    | — | 30. Juli 1941        | Neuzuweisung der Aufgaben an die Heeresgruppen im Lichte der entstandenen Probleme bei der Heeresgruppe Mitte (dort Übergang zur Verteidigung) |
| [34a] | — | 12. August 1941      | Neuzuweisung der Aufgaben an die Heeresgruppen |
| 35    | — | 6. September 1941    | Schwerpunktbildung bei der Heeresgruppe Mitte für einen Angriff auf Moskau vor Einbruch des Winters |
| [35a] | — | 19. September 1941   | Vergabe des Decknamens „Taifun“ für den Angriff auf Moskau |
| 36    | — | 22. September 1941   | Befehle für die Kampfführung an der nördlichen Ostfront („Unternehmen Silberfuchs“); Einstellung des Angriffs gegen Murmansk, Vorbereitung eines Angriffs auf Kandalakscha 1942 |
| [36a] | Besondere Anordnungen zur Weisung Nr. 36 | 5. Oktober 1941      | Versorgung und Unterkünfte für die Truppen an der Nordfront |
| 37    | — | 10. Oktober 1941     | Übergang zur Verteidigung an der Nordfront |
| 38    | — | 2. Dezember 1941     | Überführung von Luftwaffenkräften von der Ostfront in den Mittelmeerraum |
| 39    | — | 8. Dezember 1941     | Übergang zur Verteidigung an der Ostfront; Ergänzung der Truppen |
| [39a] | — | 15. Dezember 1941    | Freimachen deutscher Truppen für die Ostfront durch Übernahme von Besatzungsaufgaben auf dem Balkan durch andere Staaten; mögliche Notwendigkeit eines Feldzugs dort 1942 |
| 40    | Befehlsbefugnisse an den Küsten | 23. März 1942        | Sicherung gegen feindliche Landungen an den europäischen Küsten |
| [40a] | — | 5. Dezember 1942     | Richtlinien für den Einsatz von Küstenbatterien |
| 41    | — | 5. April 1942        | Wiederaufnahme der Offensive im Osten; Einnahme Leningrads; Vordringen in den Kaukasus |
| 42    | Richtlinien für die Operationen gegen Restfrankreich bzw. die Iberische Halbinsel (bisher »Attila« bzw. »Isabella«)                                       | 29. Mai 1942         | Vorkehrungen für die Besetzung der unbesetzten Zone Frankreichs zusammen mit Italien („Anton“); Vorkehrungen gegen eine feindliche Landung auf der iberischen Halbinsel („Ilona“) |
| 43    | Fortsetzung der Operationen von der Krim | 11. Juli 1942        | Übertritt der 11. Armee über die Straße von Kertsch („Blücher“) |
| 44    | Kampfführung in Nordfinnland | 21. Juli 1942        | Vorbereitung von Operationen gegen die Murmanbahn („Lachsfang“); Absage des Unternehmens „Wiesengrund“ für 1942 |
| 45    | Die Fortsetzung der Operation »Braunschweig« | 23. Juli 1942        | - Vorgehen der Heeresgruppe A über den Don südlich Rostows; Inbesitznahme der verbleibenden Schwarzmeerhäfen der sowjetischen Flotte; Übergang über den Kuban; Inbesitznahme der Passhöhen des Kaukasus; Vorstoß auf Baku (zusammengefasst: „Edelweiß“); - Vorgehen der Heeresgruppe B über Stalingrad; Aufbau einer Verteidigung am Don flussaufwärts; weiteres Vorgehen bis Astrachan im Mündungsgebiet der Wolga (zusammengefasst „Fischreiher“); - Vorbereitung der Inbesitznahme Leningrads („Feuerzauber“) |
| [45a] | — | 31. Juli 1942        | Änderung des Decknamens „Feuerzauber“ in „Nordlicht“ |
| 46    | Richtlinien für die verstärkte Bekämpfung des Bandenunwesens im Osten                                                                                     | 18. August 1942      | Aufgabenzuteilung an Wehrmacht, SS und Polizei |
| [46a] | — | 18. Oktober 1942     | Kommandobefehl |
| [46b] | — | 18. Oktober 1942     | Rechtfertigung und nähere Ausführungen zum Kommandobefehl |
| 47    | Die Befehlsführung und Verteidigung des Südostraumes | 28. Dezember 1942    | Vorkehrungen gegen eine feindliche Landung in Südosteuropa; Aufgabenzuweisung an den OB Südost |
| [47a] | Änderung der Weisung Nr. 47 | 1. Juni 1943         | Zuweisung von Teilaufgaben an das Luftwaffenkommando Südost |
| [48]  | Die Befehlsführung und Verteidigung des Südostraumes | 19. Mai 1943         | Vorbereitungen für eine feindliche Landung in Südosteuropa; Klärung der Unterstellungsverhältnisse |
| [48a] | Besondere Anordnungen Nr. 2 für Weisung Nr. 48 | 3. August 1943       | Vorkehrungen für den „Fall Achse“ |
| [48b] | Besondere Anordnungen Nr. 3 zur Weisung Nr. 48 | 7. August 1943       | Neuregelung der Befehlsführung auf dem Balkan; Sicherung des Südostraums durch die Heeresgruppe F |
| [49a] | Besondere Anordnungen Nr. 1 zur Weisung 49 | 31. Juli 1943        | Vorbereitungen für Fall Achse auf italienischem Gebiet |
| 50    | Die Vorbereitung der Rückführung des Geb.-A.O.K. 20 nach Nordfinnland und Nordnorwegen                                                                    | 28. September 1943   | Vorkehrungen gegen ein mögliches Ausscheiden Finnlands aus dem Krieg |
| 51    | — | 3. November 1943     | Vorkehrungen gegen eine feindliche Landung in Westeuropa |
| [51a] | — | ? 1943               | (Fernschreiben); Zuweisung von Verteidigungszonen und Verbänden |
| [51b] | — | 28.(?) Dezember 1943 | (Fernschreiben); Verbot des Entzugs von Verbänden aus dem Bereich des OB West und aus Dänemark |
| [51c] | Kampfzonen im Bereich des Oberbefehlshabers West | 17. Januar 1944      | Ermächtigung an den OB West zur Ausweisung von Kampfzonen |
| 52    | — | ? 1944               | (Fernschreiben); Anweisungen an den OB Südwest |
| 53    | Führerbefehl Nr. 11 (Kommandanten der festen Plätze und Kampfkommandanten)                                                                                | 8. März 1944         | Anweisungen über „feste Plätze“; Ausweisung von zu schaffenden „festen Plätzen“ an der Ostfront |
| 54    | Operationsbefehl Nr. 7: Weisung für die weitere Kampfführung der H.Gr. A, Süd und Mitte                                                                   | 2. April 1944        | Anweisungen an die Heeresgruppen; Freikämpfung der Krim und der eingekesselten Verbände |
| 55    | Führerbefehl vom 16. Mai 1944 betr. Einsatz der Fernwaffen gegen England                                                                                  | 16. Mai 1944         | Vorbereitung des Einsatzes von Vergeltungswaffen gegen Südengland ab Mitte Juni |
| 56    | Seetransport | 12. Juli 1944        | Zuweisung von Aufgaben des Seetransports an die Kriegsmarine |
| 57    | Vorbereitungen für die Verteidigung des Reiches | 13. Juli 1944        | Befehlsgewalt im Reich; Aufgabenzuweisung an Wehrmacht und Partei; Gauleiter als Reichsverteidigungskommissare |
| 58    | Befehl des Chefs OKW betr. Vorbereitungen für die Verteidigung des Reichs                                                                                 | 19. Juli 1944        | Aufgabenzuweisung bei der Verteidigung des Reichs an die Wehrmachtstellen |
| 59    | Neuregelung der Befehlsverhältnisse im Bereich der Heeresgruppe Nord                                                                                      | 23. Juli 1944        | Vorbereitung von Räumungsmaßnahmen im Reichskommissariat Ostland |
| 60    | Voralpenstellung | 27. Juli 1944        | (Fernschreiben); Aufbau eines Stellungssystems in Norditalien |
| 61    | Befehl über Ausbau der deutschen Weststellung | 20. August 1944      | Ausbau von Verteidigungslinien vom Albertkanal bis Aachen, der Moselstellung und der Vogesenstellung |
| 62    | Befehl über Ausbau der deutschen Bucht | 29. August 1944      | Ausbau von Stellungen in Schleswig-Holstein |
| 63    | Befehl über Herstellung der Verteidigungsbereitschaft des Westwalls                                                                                       | 1. September 1944    | (Fernschreiben); Einsatz eines „Volksaufgebots“ mit Reichsarbeitsdienst und Organisation Todt |
| 64    | Weisung für die weitere Kampfführung Ob. West | 3. September 1944    | (Fernschreiben); Aufgabenzuweisung an den OB West |
| 65    | Befehl über Ausbau im Südosten | 12. September 1944   | (Fernschreiben); Ausbau von Verteidigungslinien in Kärnten und der Steiermark durch ein „Volksaufgebot“ |
| 66    | Betr.: 2. Erlaß des Führers über die Befehlsgewalt sowie über die Zusammenarbeit von Partei und Wehrmacht in einem Operationsgebiet innerhalb des Reiches | 26. September 1944   | Zusammenarbeit von zivilen und militärischen Stellen |
| 67    | — | 30. September 1944   | (Fernschreiben); Verteidigungsmaßnahmen in Westdeutschland und der Slowakei; Evakuierungen |
| 68    | Führerbefehl über die Befehlsführung bei auf sich selbst gestellten Truppenteilen                                                                         | 28. November 1944    | Befiehlt Truppenführern in auswegloser Lage, den Befehl an Untergebene bis hin zu Mannschaften weiterzugeben, die den Kampf fortsetzen wollen |
| 69    | — | 21. Januar 1945      | (Fernschreiben); diverse Anweisung an befehlsführende Offiziere (Ausdruck von Hitlers Paranoia) |
| 70    | Einsatz des Volkssturms | 28. Januar 1945      | (Fernschreiben); Bildung von gemischten Einheiten (vgl. Volkssturm) |
| [71a] | Rückführungstransporte aus dem Osten nach Dänemark | 5. Februar 1945      | (Fernschreiben); Erlaubnis von Evakuierungen aus den Ostgebieten nach Dänemark |
| 72    | Zerstörungsmaßnahmen im Reichsgebiet | 20. März 1945        | (Fernschreiben); Anweisungen zum Nerobefehl |
| 73    | Antrag auf Wehrmachtbefugnisse | 1. April 1945        | (Fernschreiben); Übertragung von Befehlsbefugnissen auf Einheiten außerhalb von Wehrmacht und Waffen-SS an den OB West |
| [73a] | — | 7. April 1945        | (Fernschreiben); Neuordnung der Befehlsverhältnisse im Westen |
| 74    | Führerbefehl betr. Befehlsgliederung im getrennten deutschen Nord- und Südraum                                                                            | 15. April 1945       | Anweisungen für den Fall einer Trennung des Kampfraumes |
| 75    | Soldaten der deutschen Ostfront! | 15. April 1945       | (Fernschreiben); hatte eher den Charakter eines Aufrufs als einer Weisung und war allen Soldaten der Ostfront bekanntzugeben |